# Joseph Schuster (wiolonczelista)
Joseph Schuster (ur. 1903 w Konstantynopolu, zm. 1976) – amerykański wiolonczelista. Występował w Berlinie, w 1936 przybył do Nowego Jorku, gdzie został pierwszym wiolonczelistą tamtejszej filharmonii.